# Johannes Zumpe
Johannes (Johann Christoph) Zumpe (* 14. Juni 1726 in Fürth, Beerdigung am 5. Dezember 1790 in London) war ein führender Erbauer von frühen britischen Tafelklavieren, einer rechteckigen Form von Pianos mit einem Tonumfang von ca. fünf Oktaven. Diese Tafelklaviere hatten einen Dämpferhebel an der linken Gehäuseseite.

## Leben
Zumpe wurde bei Gottfried Silbermann ausgebildet. Er war dann einer der in den Wirren der Zeit des Siebenjährigen Kriegs nach London emigrierten sogenannten „Zwölf Apostel“, deutsche Klavierbauer. Er arbeitete kurz bei Burkhardt Tschudi, bevor er 1761 seine eigene Klavierbauwerkstatt unter dem Zeichen der „Goldenen Gitarre“ in der Princess Street, Hanover Square begründete.
Von 1769 bis zum 24. September 1778 betrieb Zumpe eine Partnerschaft mit Gabriel Buntebart. Die meisten seiner heute noch erhaltenen Instrumente tragen die Beschriftung „Zumpe & Buntebart“. Meincke Meyer schloss sich Zumpe 1778 an. Das Geschäft wurde 1783 von Frederick Schoene übernommen, der seinen Klavierbau in Annoncen als „Successors to Johannes Zumpe“ bewarb, „Nachfolger von Johannes Zumpe“.
Zumpe heiratete Elizabeth Beeston am 3. Dezember 1760. Sein Testament von 1784 gibt seine Anschrift mit „Queen Charlotte Row in the parish of St Mary-le-Bow“ an.

## Klaviere
Klaviere im Stil Zumpes wurden von ca. 1760 bis 1800 gebaut. In Zumpes Tagen hatten sie eine ähnliche Funktion wie heute die Klaviere der aufrechten Bauart: sie waren kompakter, benötigten nicht so viel Platz wie ein Flügel und ließen sich einfacher und kostengünstiger herstellen im Vergleich zu einem Instrument in Flügelform. Somit spielten sie eine wichtige Rolle bei der Verbreitung des Klaviers unter Musikern, insbesondere bei Amateuren und in Privathaushalten. Zu der Zeit, in der Zumpe seine Instrumente baute, hatte das Klavier bereits das Cembalo aus seiner zuvor führenden Position verdrängt.
Johann Christian Bach spielte auf einem Zumpe-Instrument, und er verkaufte sie vermutlich auch oder betätigte sich als Werbeträger für sie. Obschon Zumpe für seine Tafelklaviere am bekanntesten war, überlebten auch andere Bauarten seiner Instrumente: Flügel, Cembali, eine englische Gitarre aus dem Jahr 1762, und eine Mandora von 1764.

## Spielmechanik
Die Spielmechanik dieser kleinen Instrumente ist bekannt als „Einfache Englische (Mechanik)“ und ist ungewöhnlich einfach gehalten, insbesondere weitaus weniger komplex als die Mechaniken von Christofori und Silbermann. Sie besteht aus einem schmalen Stößel („sticker“), der simpel den Klavierhammer nach oben stößt. Ein Draht, der durch die Anhangplatte gebohrt ist, hebt einen der Dämpfer, die an einer Schiene aufgehängt sind.

Mechanikteile:
1. Taste; der Spieler drückt den Tastenhebel rechts.
2. Stößel; ein Draht mit ledernem Knopf
3. Tastenführung aus Walknochen, sie steckt in einer Nute
4. Hammer; schlägt die Saite an, um Klang zu erzeugen
5. Walknochen-Stab, der auch Mopstick genannt wird
6. Dämpfer; in der unteren Position stoppt er die Saitenschwingungen.
7. Dämpferfeder aus Walknochen